# دیدو کولتی
دادو کولتی با نام واقعی ریکاردو بروکلتی (زاده ۲۷ اوت ۱۹۷۴ در رم)، بازیگر سینما، صداپیشه و مجری رادیو و تلویزیون ایتالیایی است.

## زندگی‌نامه
او در مدرسه انزو گارینی ثبت نام کرد، اولین بار در تئاتر سیستینا شروع به کار کرد تا با شرکت در دوره‌های میم و دوبله به تحصیل ادامه دهد.
شخصیت اصلی تلویزیون کودک، در سال ۱۹۹۱ برای کلوپ دیزنی کار کرد، تا سال ۱۹۹۴ در آنجا ماند و سپس یک سال بعد تا سال ۱۹۹۹ به همراه فرانچسکا باربرینی بازگشت. در آن سال او همچنین در RaiUno برنامه تلویزیونی Big!
در سال ۱۹۹۹ اولین تجربه او به عنوان بازیگر تلویزیون، با Morte di una ragazza perbene. (مرگ دختری محترم)، به کارگردانی لوئیجی پرلی. در حال حاضر او مجری رادیو در Rai Isoradio است.